# Bryan Bergougnoux
Bryan Bergougnoux (ur. 12 stycznia 1983 w Lyonie) – francuski piłkarz grający na pozycji napastnika.

## Kariera klubowa
Bergougnoux urodził się w Lyonie i tam też rozpoczął piłkarską karierę w klubie Olympique Lyon. Uczęszczał do tamtejszej akademii piłkarskiej, a w 2001 roku awansował do kadry pierwszej drużyny. 28 lipca zadebiutował w przegranym 0:2 wyjazdowym spotkaniu Ligue 1 z RC Lens. Był to jego jedyny mecz w sezonie 2001/2002, a Lyon wywalczył wówczas mistrzostwo Francji. W kolejnym sezonie Bryan nie rozegrał żadnego spotkania, a do składu wrócił w sezonie 2003/2004, gdy rozegrał 11 spotkań i miał mały udział w kolejnym mistrzostwie kraju dla Olympique. 12 stycznia 2005 zdobył premierowego gola we francuskiej pierwszej lidze, a Lyon pokonał 2:0 na wyjeździe FC Sochaux-Montbéliard. W Lyonie najczęściej pełnił rolę rezerwowego, ale zdołał zaliczyć cztery trafienia w Ligue 1 oraz jedno w Lidze Mistrzów. Na koniec sezonu wywalczył swój trzeci tytuł mistrza Francji.
W lipcu 2005 roku Bergougnoux został sprzedany za 3 miliony euro do Toulouse FC. W nowym zespole zadebiutował 30 lipca w wygranym 1:0 wyjazdowym meczu z Sochaux. W zespole z Tuluzy stworzył atak z Tunezyjczykiem Francileudo dos Santosem. W 2007 roku zajął wraz z Toulouse 3. miejsce w lidze, a jesienią wystąpił w eliminacjach do Ligi Mistrzów.
13 sierpnia 2009 roku Bergougnoux przeniósł się do grającego w Serie B klubu US Lecce. Był stamtąd wypożyczany do LB Châteauroux i Omonii Nikozja. 4 września 2012 roku podpisał kontrakt z Tours FC. W 2018 roku zakończył tam karierę.
| Sezon   | Klub           | Kraj    | Rozgrywki      | Mecze | Bramki | Europejskie puchary              | Mecze | Bramki |
| ------- | -------------- | ------- | -------------- | ----- | ------ | -------------------------------- | ----- | ------ |
| 2001/02 | Olympique Lyon | Francja | Ligue 1        | 1     | 0      | –                                | –     | –      |
| 2002/03 | Olympique Lyon | Francja | Ligue 1        | 0     | 0      | –                                | –     | –      |
| 2003/04 | Olympique Lyon | Francja | Ligue 1        | 11    | 0      | Liga Mistrzów                    | 1     | 0      |
| 2004/05 | Olympique Lyon | Francja | Ligue 1        | 24    | 4      | Liga Mistrzów                    | 2     | 1      |
| 2005/06 | Toulouse FC    | Francja | Ligue 1        | 33    | 3      | –                                | –     | –      |
| 2006/07 | Toulouse FC    | Francja | Ligue 1        | 33    | 3      | –                                | –     | –      |
| 2007/08 | Toulouse FC    | Francja | Ligue 1        | 18    | 1      | kw. do Ligi Mistrzów Puchar UEFA | 2 6   | 0      |
| 2008/09 | Toulouse FC    | Francja | Ligue 1        | 23    | 2      | –                                | –     | –      |
| 2009/10 | US Lecce       | Włochy  | Serie B        | 11    | 0      | –                                | –     | –      |
| 2010/11 | US Lecce       | Włochy  | Serie A        | 0     | 0      | –                                | –     | –      |
| 2010/11 | LB Châteauroux | Francja | Ligue 2        | 14    | 6      | –                                | –     | –      |
| 2011/12 | US Lecce       | Włochy  | Serie A        | 0     | 0      | –                                | –     | –      |
| 2011/12 | Omonia Nikozja | Cypr    | Protathlima A’ | 11    | 1      | –                                | –     | –      |
| 2012/13 | Tours FC       | Francja | Ligue 2        | 32    | 9      | –                                | –     | –      |
| 2013/14 | Tours FC       | Francja | Ligue 2        | 33    | 2      | –                                | –     | –      |
| 2014/15 | Tours FC       | Francja | Ligue 2        | 38    | 8      | –                                | –     | –      |
| 2015/16 | Tours FC       | Francja | Ligue 2        | 30    | 2      | –                                | –     | –      |
| 2016/17 | Tours FC       | Francja | Ligue 2        | 22    | 4      | –                                | –     | –      |
| 2017/18 | Tours FC       | Francja | Ligue 2        | 13    | 1      | –                                | –     | –      |

## Kariera reprezentacyjna
Bergougnoux ma za sobą występy w reprezentacji Francji U-21. Zagrał w niej 21 razy i strzelił 10 goli.